# Homona
Homona är ett släkte av fjärilar. Homona ingår i familjen vecklare.

## Bildgalleri

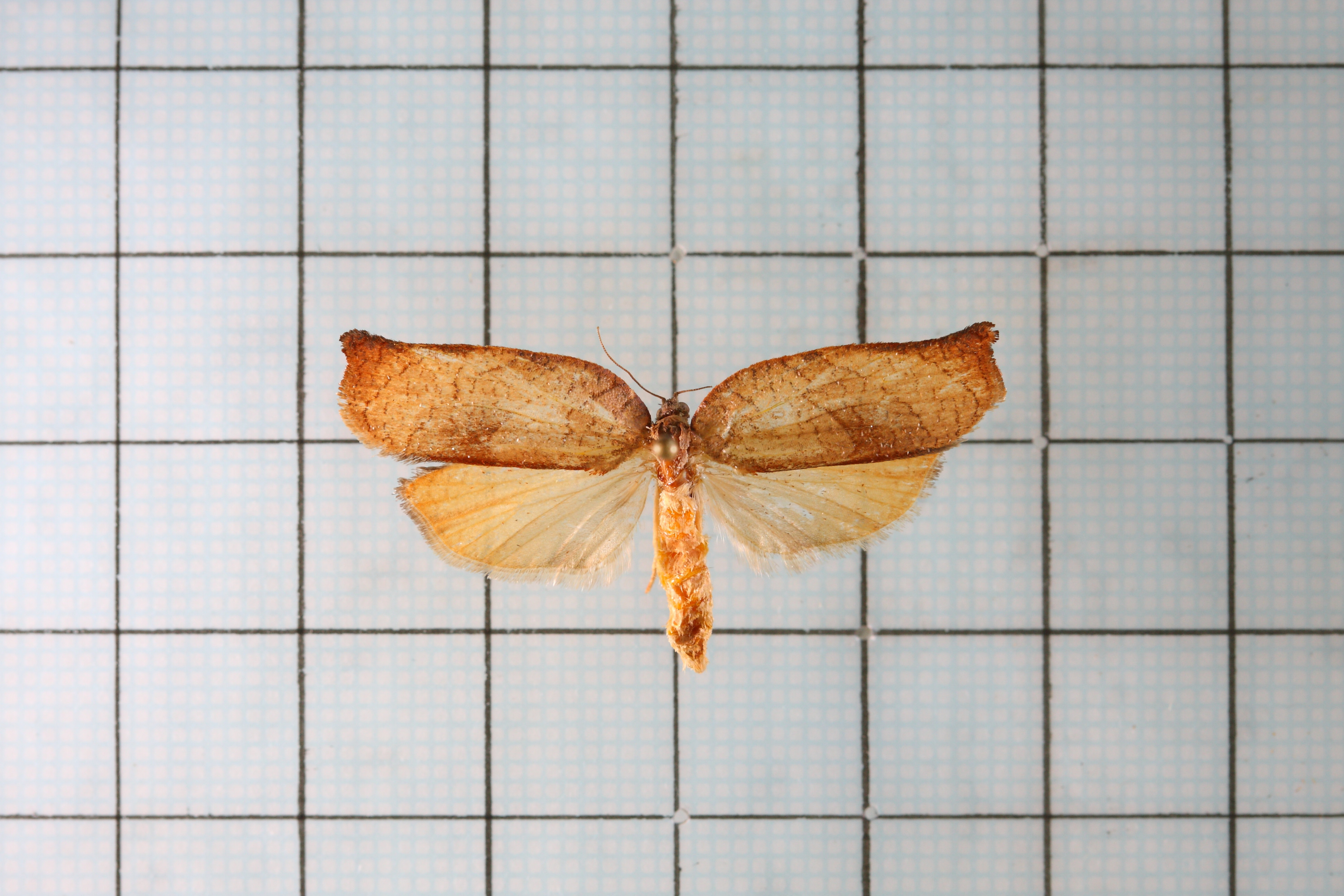
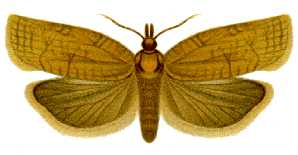
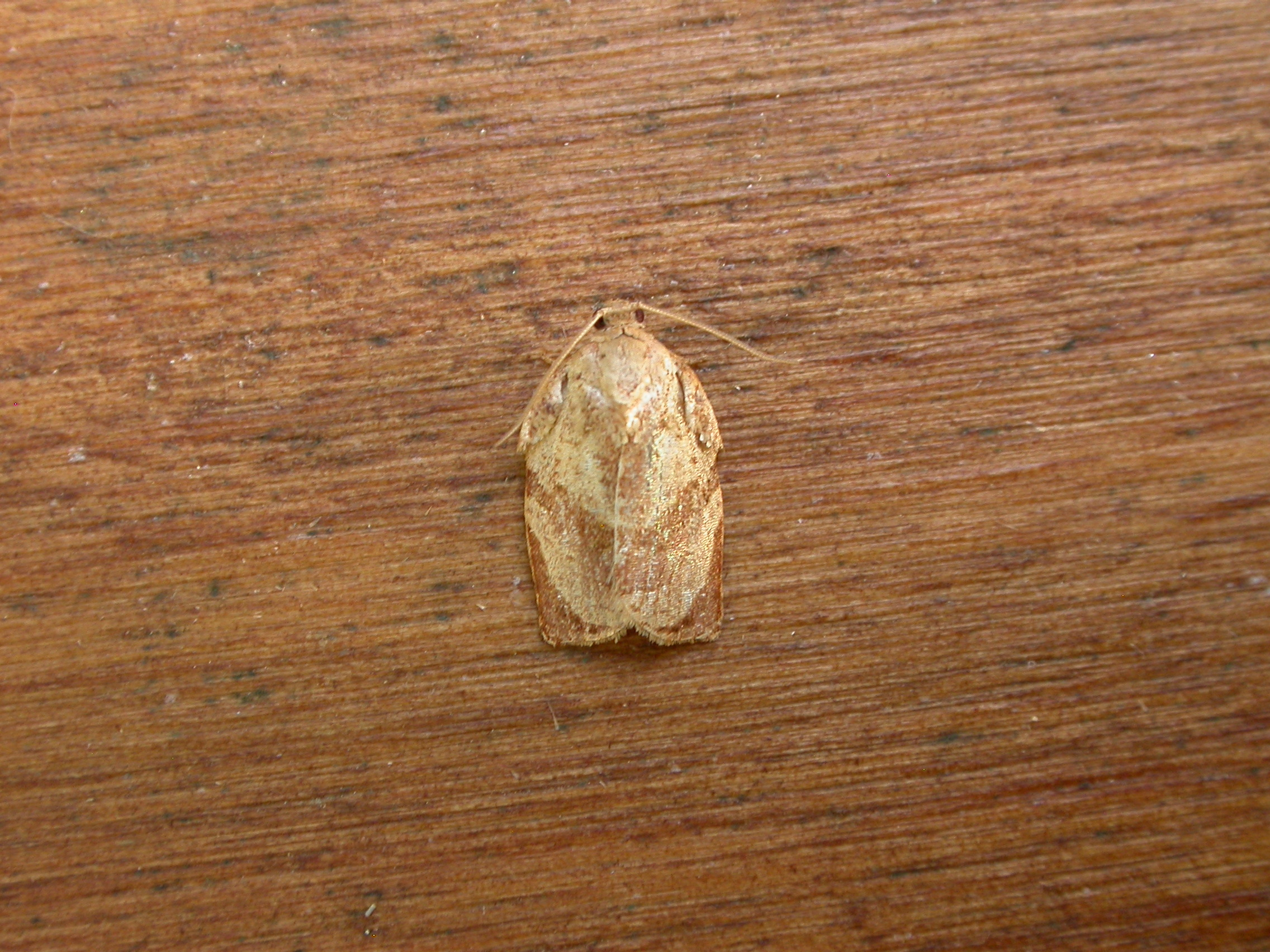
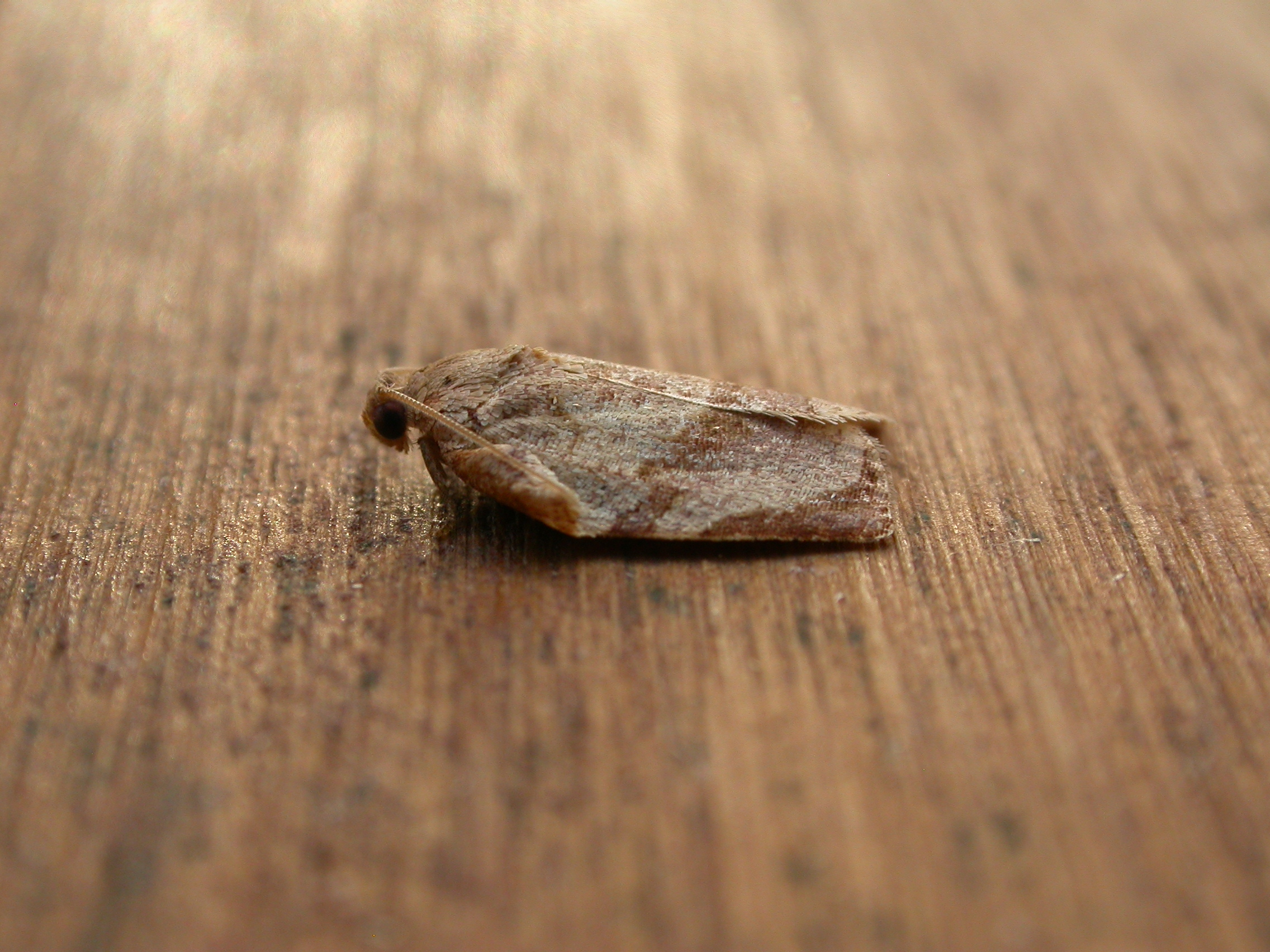

## Dottertaxa tillHomona, i alfabetisk ordning[1]
- Homona aestivana
- Homona amphigona
- Homona anopta
- Homona antitona
- Homona apiletica
- Homona bakeri
- Homona bicornis
- Homona biscutata
- Homona brachysema
- Homona cerioschema
- Homona coffearia
- Homona consobrina
- Homona cyanombra
- Homona despotis
- Homona dicaeus
- Homona difficilis
- Homona ecprepes
- Homona encausta
- Homona euryptera
- Homona exsectana
- Homona fasciculana
- Homona fatalis
- Homona fimbriana
- Homona fistulata
- Homona hilaomorpha
- Homona hylaeana
- Homona intermedia
- Homona issikii
- Homona magnanima
- Homona mediana
- Homona menciana
- Homona mermerodes
- Homona myriosema
- Homona nakaoi
- Homona notoplaga
- Homona nubiferana
- Homona paraplesia
- Homona permutata
- Homona phanaea
- Homona pharangitis
- Homona picrostacta
- Homona plumicornis
- Homona polyarcha
- Homona posticana
- Homona ruptimacula
- Homona salaconis
- Homona scutina
- Homona sebasta
- Homona simana
- Homona simulana
- Homona socialis
- Homona spargotis
- Homona spilotoma
- Homona stenoptera
- Homona superbana
- Homona trachyptera
- Homona tribapta
- Homona umbrigera
- Homona xanthochroma